# Danger Zone (álbum de Hardline)
Danger Zone es el cuarto álbum de estudio del grupo estadounidense de rock Hardline. 
El álbum cuenta con grandes cambios en la formación de la banda, destacando la ausencia del guitarrista Josh Ramos y del tecladista Michael T. Ross
El álbum fue lanzado el 18 de mayo de 2012 en Europa.

## Anuncio del álbum
En noviembre del 2011, la página de fanes de Johnny Gioeli en Facebook anunció que este último se encontraba trabajando en un nuevo proyecto con Frontiers Records, días después, se anunció en la página de la discográfica el nuevo álbum de Hardline, titulado tentativamente como Hardline IV, donde se hablaba de una nueva formación, destacando el nombre de Alessandro Delvecchio en los teclados, supliendo a  Michael T. Ross.

En enero del 2012, la página del Fanclub de Johnny Gioeli en América Latina habló con Josh Ramos sobre el nuevo álbum de Hardline, donde reveló que Johnny Gioeli nunca le mencionó a él ni a Michael T. Ross nada sobre un nuevo álbum de Hardline, descartando su aparición en el disco.
El 24 de marzo de 2012, Finalmente se reveló el título del álbum 'Danger Zone' Junto a su track-list y su fecha de lanzamiento, previsto para el 18 de mayo.

## Lista de canciones
1. "Fever Dreams" (Alessandro Del Vecchio) - 5:14
2. "10.000 Reasons" (Matti Alfonzetti/Daniel Flores) - 4:13
3. "Danger Zone" (Alessandro Del Vecchio) - 6:03
4. "What I'd Like" (Alessandro Del Vecchio) - 4:22
5. "Stronger Than Me" (Emil Vaker/Christer Gustavsson) - 4:58
6. "Never Too Late For Love" (Curt Cuomo/Harry Paress) - 4:22
7. "Stay" (Alessandro Del Vecchio) - 4:22
8. "I Don't Want To Breakaway" (Johan Becker/Chris Laney) - 3:55
9. "Look At You Now" (Johan Stentorp) - 3:55
10. "Please Have Faith In Me" (Fred Hendrix) - 4:58
11. "Show Me Your Love" (Alessandro Del Vecchio) - 4:59
12. "The Only One" (Alessandro Del Vecchio) - 5:03

## Miembros de la banda
- Johnny Gioeli - Vocalista
- Alessandro Delvecchio - Teclado & Coros
- Thorsten Koehne - Guitarrista
- Anna Portalupi - Bajo
- Francesco Jovino - Batería